# سرویس بازرسی پستی ایالات متحده آمریکا
سرویس بازرسی پستی ایالات متحده (به انگلیسی: United States Postal Inspection Service- USPIS) سرویس اداره انتظامی وابسته به خدمات پستی آمریکا است. این اداره وظیفه برخورد با مجرمینی را دارد که به هر نحو قصد سوء استفاده از سرویس پستی، کارمندان یا خدمات پستی را داشته باشند و همچنین وظیفه مراقبت از کارمندان و مشتریان مربوط به خدمات پستی را نیز دارد.

## پیوند
- وب‌گاه رسمی